# Annuario della nobiltà italiana
L'Annuario della nobiltà Italiana è una pubblicazione periodica che si occupa di aggiornare lo stato anagrafico delle famiglie italiane in passato riconosciute nobili o notabili (distinta civiltà o more nobilium) nel Regno d'Italia e negli Stati preunitari.

## Storia
L'idea del periodico sorge nel 1872 a Pisa per iniziativa di Giovan Battista di Crollalanza; la pubblicazione avviene nel 1879. La veste tipografica s'ispira a quella delle edizioni ottocentesche dell'Almanacco di Gotha. Edito dall'Accademia italiana d'araldica, in 27 edizioni fino al 1905, appare prima a Pisa, poi a Bari e infine a Mola di Bari. Alla direzione della prima serie del periodico si succedono:
- Giovan Battista di Crollalanza (1878-1892).
- Il figlio di questi, Goffredo di Crollalanza (fino al 1904).
- Il fratellastro di quest'ultimo, Aldo di Crollalanza (fino al 1905).[1]

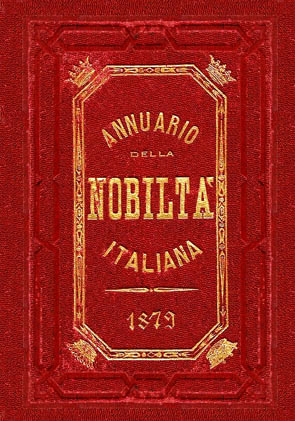
La copertina del primo numero dell'Annuario della nobiltà italiana, I edizione, Pisa, 1879, a cura di Giovan Battista di Crollalanza.

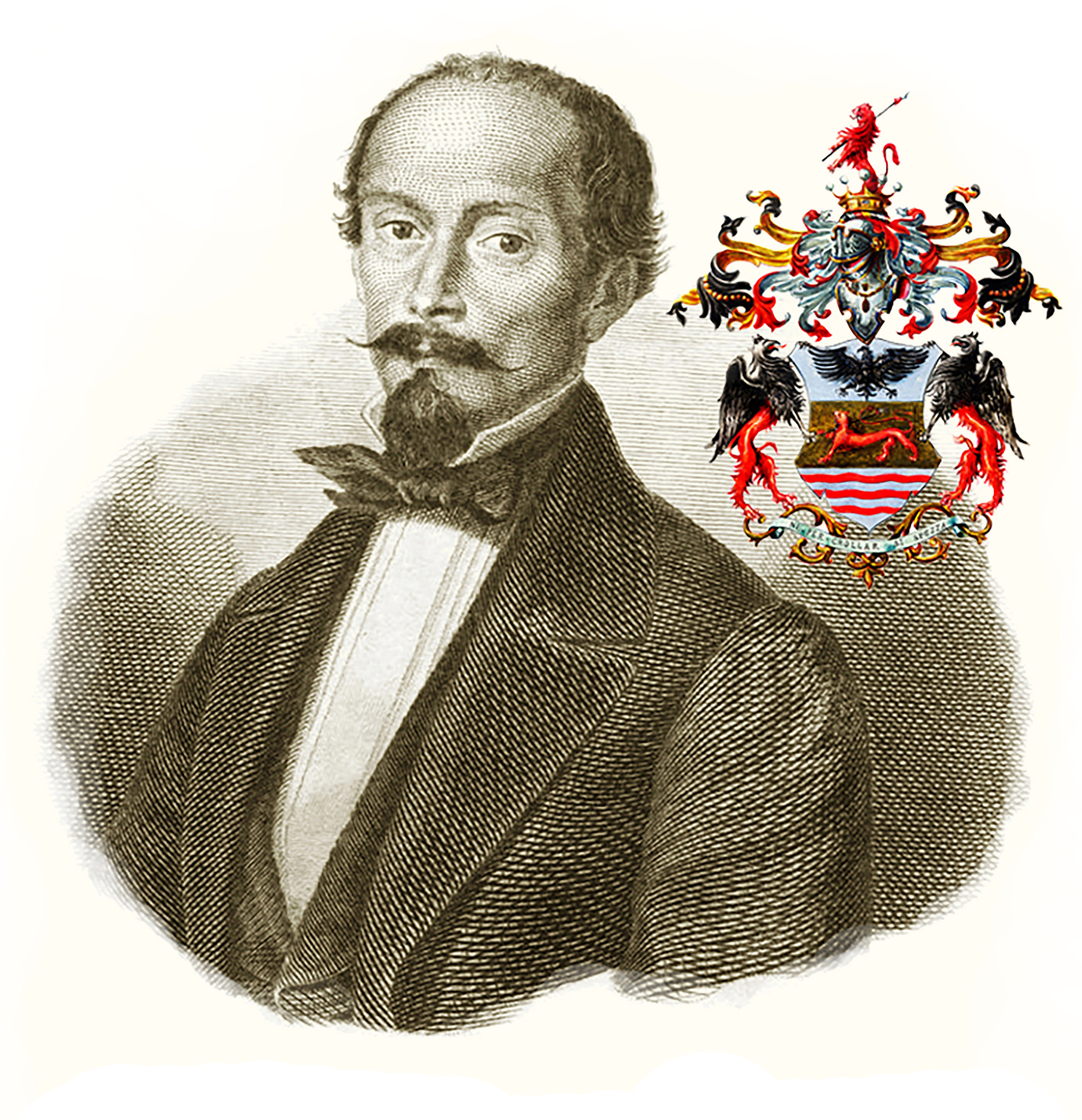
Giovan Battista di Crollalanza (1819-1892), fondatore dell'Annuario e primo direttore del periodico dal 1878 al 1892.
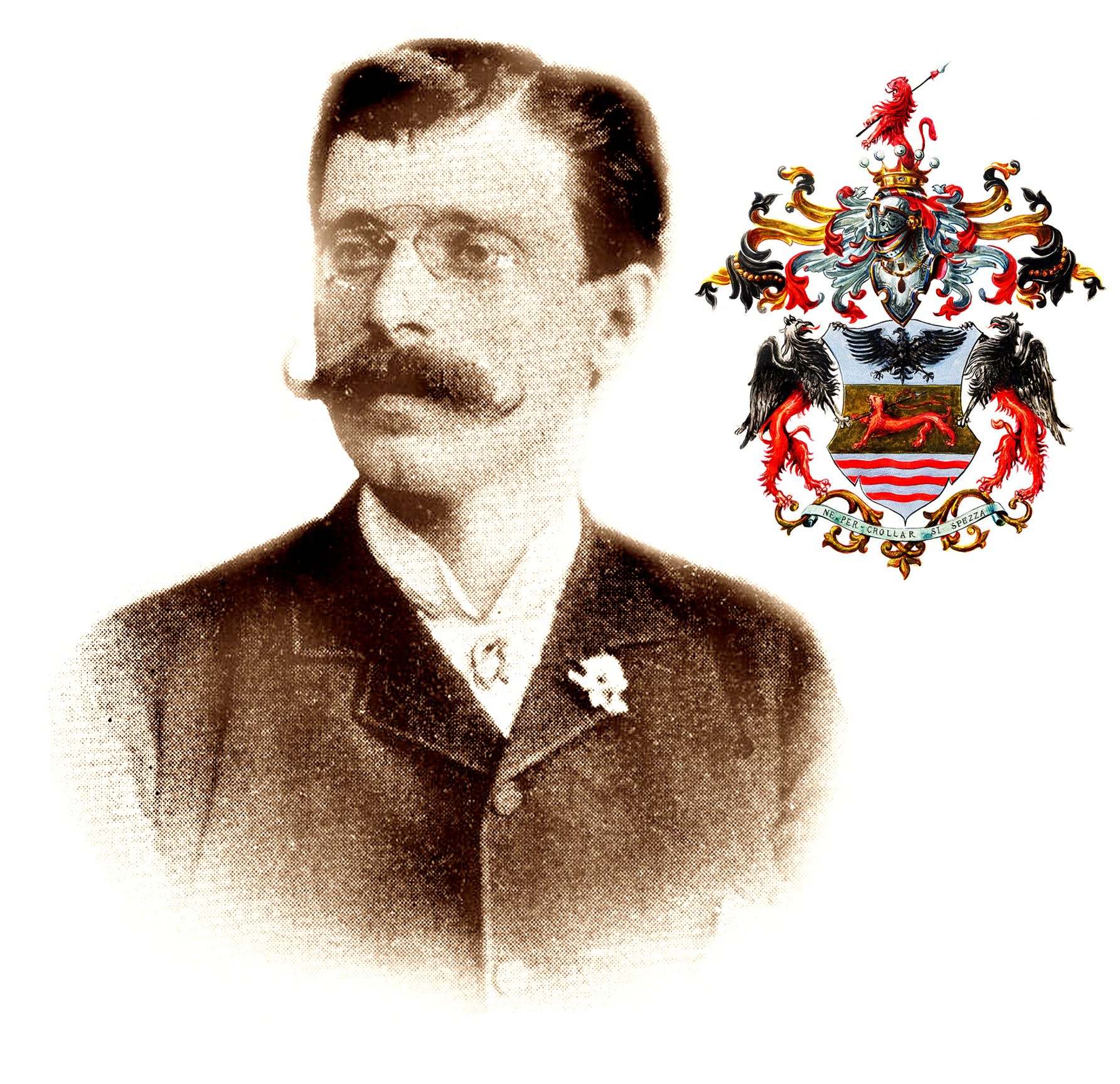
Goffredo di Crollalanza (1855-1905), secondo direttore dell'Annuario  dal 1892 al 1904.
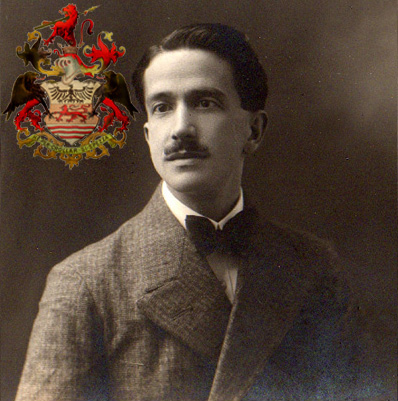
Aldo di Crollalanza (1883-?), terzo direttore dell'Annuario dal 1904 al 1905.
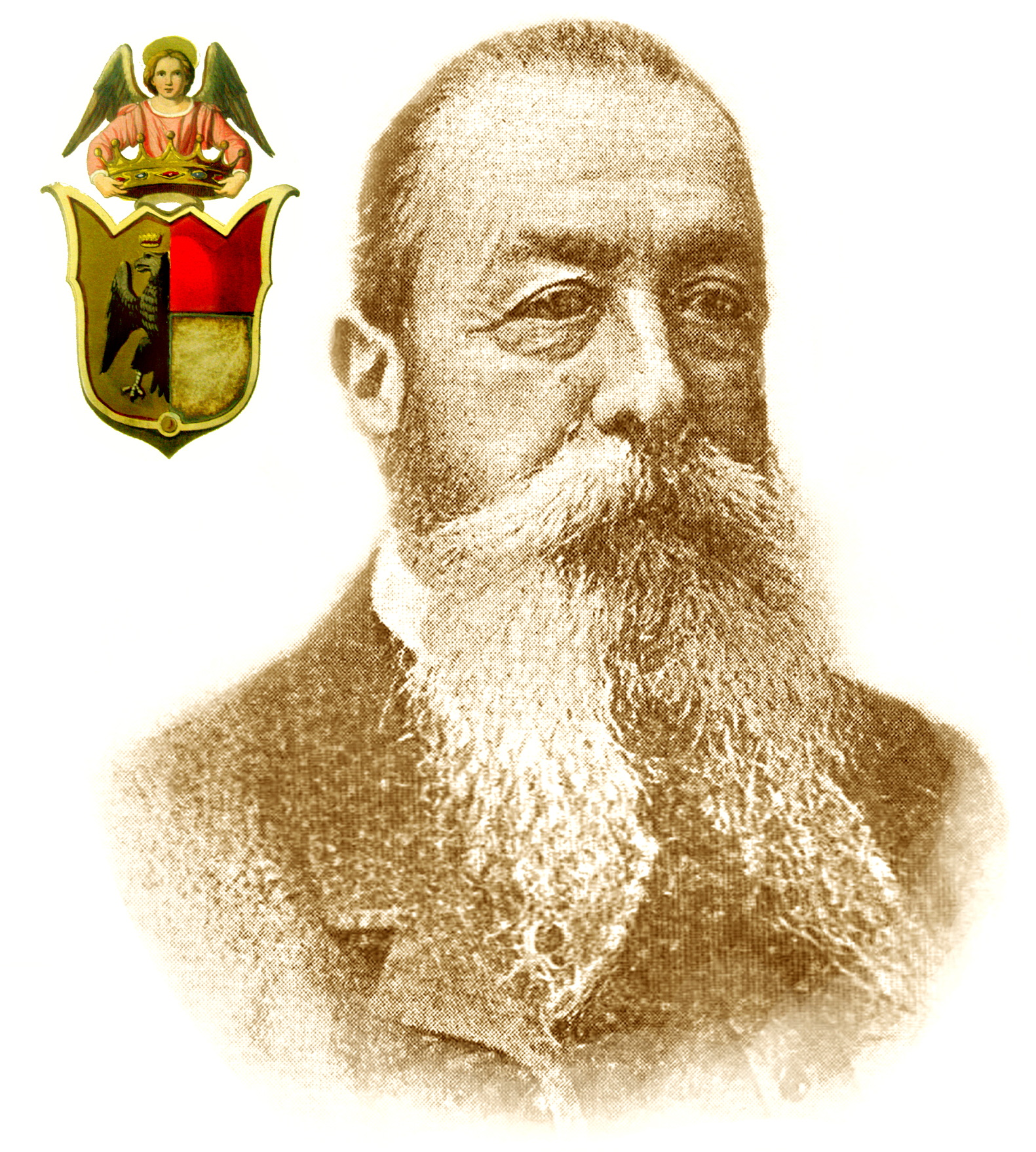
Walfredo della Gherardesca (1826-1892), secondo presidente dell'Annuario dal 1888 al 1892.

### Prima serie

#### Suddivisioni
La prima serie dell'Annuario, pubblicata nel 1879, è strutturata in 3 parti principali, comprendenti ciascuna le seguenti categorie:
1. Calendario per l'anno in corso, Casa civile del re, Casa militare del re, Corte reale e incarichi, Case civili degli altri principi della Casa reale
2. Case reali sovrane e già sovrane negli Stati Europei e in Brasile e Sommo Pontefice;
3. Famiglie definite nobili dalla redazione dell'Annuario stesso.

A partire dalla XXVI edizione del 1904 l'opera si suddivide come segue:
1. Case reali sovrane e già sovrane negli Stati Europei e in Brasile e Sommo Pontefice;
2. Alcune famiglie elencate nel Libro d'oro della nobiltà italiana e negli elenchi ufficiali nobiliari regionali all'epoca in corso di compilazione. Vengono espunte, senza rimando alle edizioni precedenti, alcune famiglie non incluse negli elenchi regionali già pubblicati;
3. Famiglie nobili italiane residenti all'estero in possesso di titoli nobiliari derivanti da Stati preunitari e famiglie nobili straniere residenti in Italia.

#### Riconoscimenti
L'Accademia italiana d'araldica conferisce una medaglia d'oro per le ricerche araldiche e genealogiche all'Annuario nel 1896.

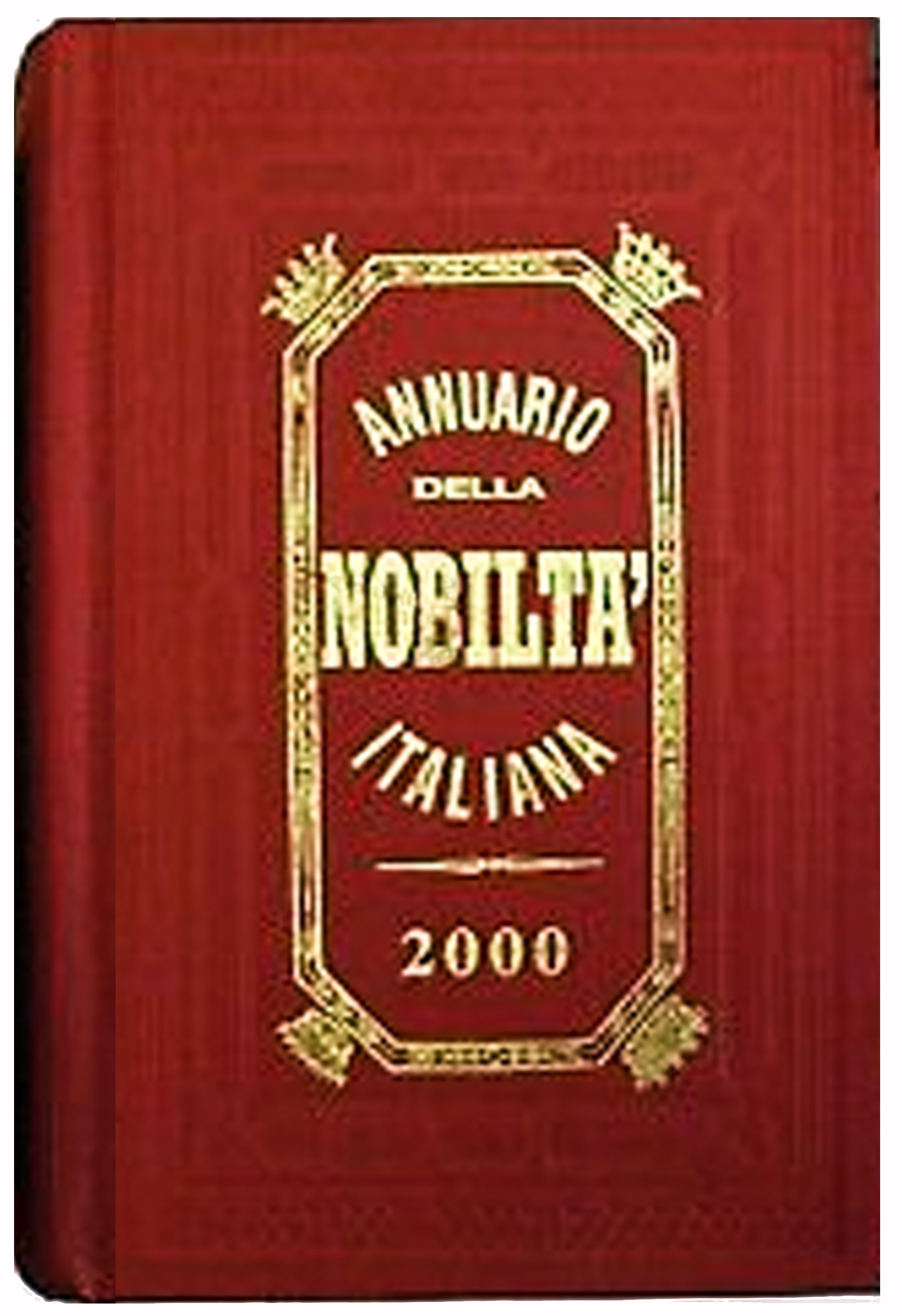
Copertina del primo volume della seconda serie dell'Annuario, XXVIII edizione, Milano, 2000.

### Seconda serie
Nel 1998 viene fondata a Milano da Andrea Borella la seconda serie dell'Annuario: con la pubblicazione della XXVIII edizione, in due volumi, prima per i tipi della casa editrice S.A.G.I. (Società Araldica Genealogica Internazionale) a Milano e poi a cura dell'Annuario della nobiltà Italiana Foundation Trust a Teglio in provincia di Sondrio
La presidenza onoraria dell'opera è assunta nel gennaio 2000 da Onda di Crollalanza, nipote di Goffredo e di Aldo e pronipote di Giovan Battista, fino alla di lei morte (18 agosto 2006), poi da Araldo, fratellastro di Onda (morto il 29 novembre 2014). Attualmente presidente è il figlio di quest'ultimo, Goffredo (nato nel 1974).

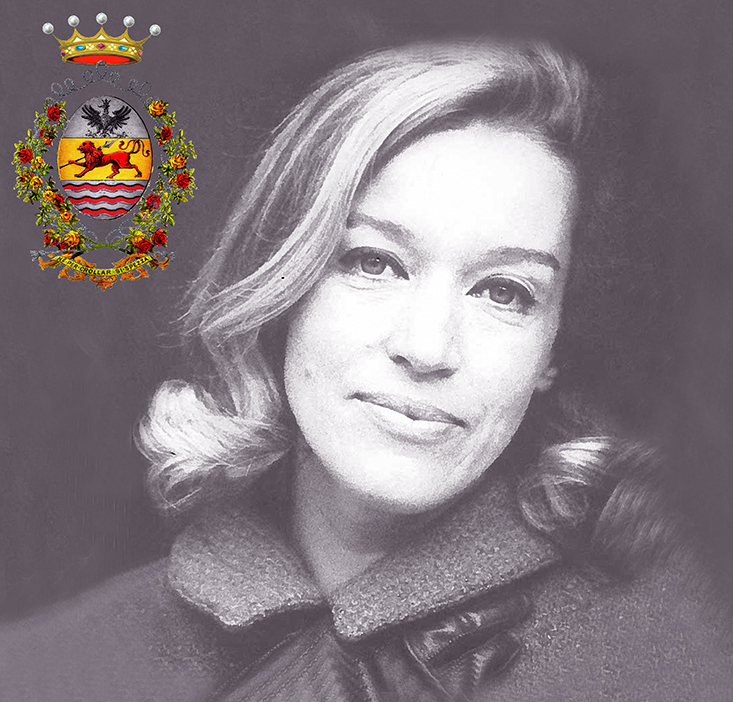
Onda di Crollalanza (1925-2006), presidentessa onoraria dell'Annuario dal 2000 al 2006.
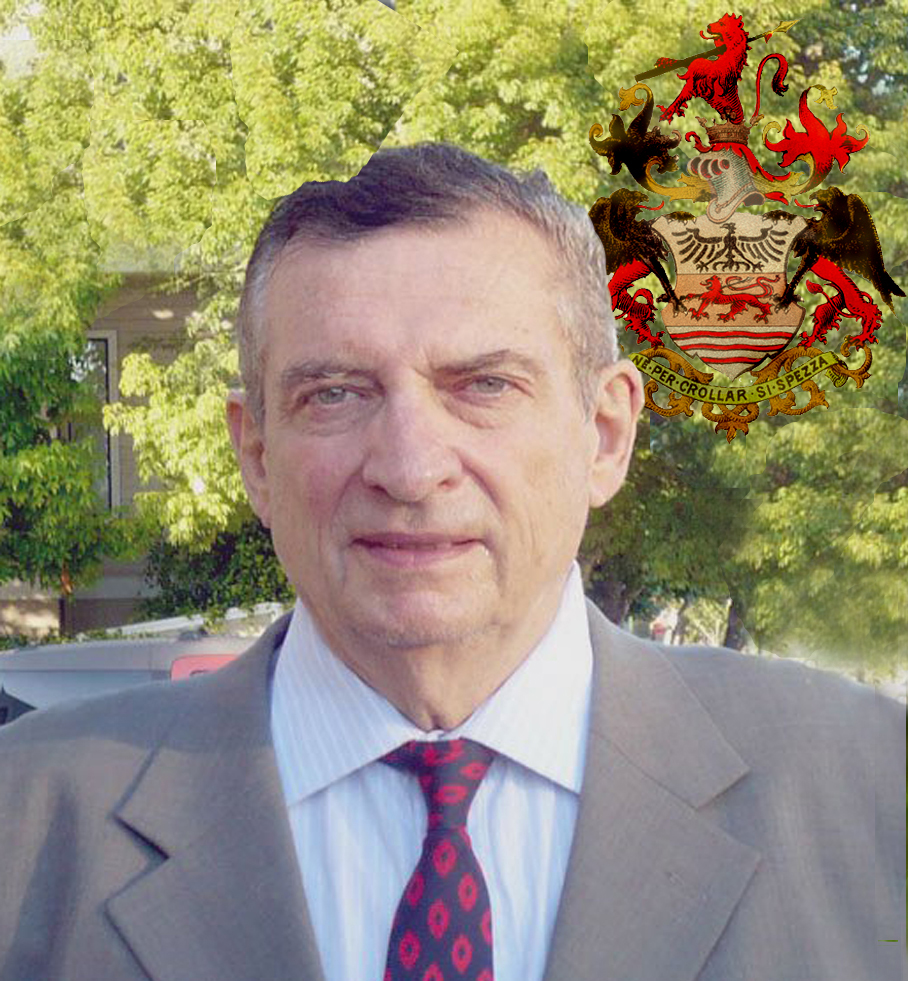
Araldo di Crollalanza (1935-2014), presidente onorario dell'Annuario dal 2006 al 2014.

#### Suddivisioni
Come per la prima serie le edizioni della seconda sono suddivise in 7 parti:
1. Papa e sacro collegio e case reali già sovrane negli stati italiani preunitari;
2. Famiglie elencate nel Libro d'oro della nobiltà italiana e negli elenchi ufficiali nobiliari del 1921 e del 1936 (per un totale di circa 12000 famiglie);
3. Famiglie la cui nobiltà è ritenuta tale dal Sovrano militare ordine di Malta;
4. Famiglie riconosciute nobili prima dell'Unità d'Italia o dal papa o dal Corpo della nobiltà italiana;
5. Antiche famiglie in possesso di stemma e con vita more nobilium;
6. Famiglie create nobili, titolate o patrizie dalla Repubblica di San Marino;
7. Famiglie italiane riconosciute nobili da sovrani stranieri dopo il 1948 o che ebbero concessioni di stemmi all'estero.

Nella XXXI edizione degli anni 2007-2010 verrà applicato un diverso criterio di classificazione:
1. Parte I (volume I): famiglie già sovrane negli antichi Stati italiani e la real casa d'Italia;
2. Parte II (volumi I: A-G; II: H-Z): famiglie nobili iscritte negli elenchi ufficiali del Regno d'Italia, suddivise nel volume I (cognomi A-G) e nel volume II (cognomi H-Z);
3. Parte III (volume III): famiglie nobili suddivise in:
  - Titolati pontifici dopo il 1870;
  - Famiglie nobilitate dal gran maestro del Sovrano militare ordine di Malta o accolte nel medesimo ordine cavalleresco;
  - Famiglie nobilitate dal deposto re d'Italia Umberto II dopo il 1947 o che ottennero provvedimenti di riconoscimento dal Corpo della nobiltà italiana;
  - Famiglie accolte in ordini cavallereschi con Regno d'Italia già decaduto;
4. Parte IV (volume III): famiglie fregiate di "nobiltà generosa" (possesso di feudo da 2 secoli), soprattutto degli Stati preunitari, che però non vennero riconosciute dal Regno d'Italia e che quindi non sono comprese nelle parti precedenti;
5. Parte V (volume IV): famiglie "notabili" italiane, ovvero quelle casate in possesso di stemma e con vita more nobilium, ma formalmente non riconosciute nobili.

Nella XXXII edizione degli anni 2011-2014 la struttura dell'opera è ancora articolata nelle stesse 5 parti principali (meno la parte dei provvedimenti di riconoscimento dal Corpo della nobiltà italiana). 
In quest'edizione è inoltre presente un trattato di diritto dinastico applicato (Savoia, Borbone, Asburgo Lorena) e vengono riportati: il decreto di riordino dell'araldica Savoia, firmato il 24 novembre 2012 da Amedeo di Savoia e il decreto di riordino dell'araldica Borbone Parma, firmato il 29 novembre 2013 da Carlo Saverio di Borbone Parma.
Nella XXXIII edizione degli anni 2015-2020, edita nel marzo 2021, sono ripresi ed espansi i trattati di diritto dinastico relativi alle deposte case reali, anche con la pubblicazione di documenti inediti, specie per gli Asburgo Lorena, i Savoia e i Borbone. Tale edizione viene presentata alla Camera dei Deputati (Roma) il 23 giugno 2023.

#### Riconoscimenti
Fra i riconoscimenti da parte di associazioni genealogiche e case reali ormai deposte, nel 2011 il periodico ha ricevuto il premio "Scudo d'oro" del Centro studi araldici per la XXXI edizione dell'Annuario, in quattro volumi, edita in occasione dei 150 anni dell'Unità d'Italia. Con la seguente motivazione: 

## Pubblicazioni parziali
- Annuario della Nobiltà Italiana, 2000, XXVIII edizione, Teglio, 2000.
- Annuario della Nobiltà Italiana, 2001-2002, XXIX edizione, Teglio, 2002.
- Annuario della Nobiltà Italiana, 2003-2006, XXX edizione (edizione monumentale), Teglio, S.A.G.I., 2006, ISBN 9788895231099.
- Annuario della Nobiltà Italiana, 2007-2010, XXXI edizione commemorativa per i 150 anni dell'Unità d'Italia, Teglio, S.A.G.I., 2010, ISBN 9788895231006.
- Annuario della nobiltà italiana 2011-2014, XXXII edizione, Teglio, S.A.G.I., 2014, ISBN 9788895231082.
- Annuario della nobiltà italiana XXXIII edizione 2015-2020, Teglio, 2021, ISBN 9788894286106.